# Вільково (Великопольське воєводство)
Вільково (пол. Wilkowo) — село в Польщі, у гміні Душники Шамотульського повіту Великопольського воєводства.
Населення — 223 особи (2011).
У 1975—1998 роках село належало до Познанського воєводства.

## Демографія
Демографічна структура станом на 31 березня 2011 року:
|          | Загалом | Допрацездатний вік | Працездатний вік | Постпрацездатний вік |
| -------- | ------- | ------------------ | ---------------- | -------------------- |
| Чоловіки | 117     | 34                 | 71               | 12                   |
| Жінки    | 106     | 20                 | 65               | 21                   |
| Разом    | 223     | 54                 | 136              | 33                   |